# جياندومينيكو باسو
جياندومينيكو باسو (بالإيطالية: Giandomenico Basso)‏ مواليد 15 سبتمبر 1973، هو سائق راليات إيطالي بدأ مسيرته في سنة 1998. كان أول رالي له هو رالي سانريمو 1998. تسابق في بطولة العالم للراليات. تسابق في رالي التحدي عبر القارات.

## روابط خارجية
- جياندومينيكو باسو على موقع Rallye-info.com (الإنجليزية)
- جياندومينيكو باسو على موقع eWRC-results.com (الإنجليزية)
- جياندومينيكو باسو على موقع CONI honoured athlete website (الإيطالية)